# ژان فورستیه
ژان فورستیه (فرانسوی: Jean Forestier‎؛ زادهٔ ۷ اکتبر ۱۹۳۰) دوچرخه‌سوار اهل فرانسه است.